# Pierre-Olivier Léchot
Pierre-Olivier Léchot, né le 9 février 1978 à Bienne, est un théologien suisse, spécialiste de l'histoire du protestantisme. Il enseigne à la faculté de théologie protestante de Paris depuis 2012.

## Biographie
Après des études de théologie, d'histoire et de philosophie aux universités de Neuchâtel, de Berne et de Tübingen, il est assistant à la Faculté de théologie et à l'Institut d'histoire de l'Université de Neuchâtel puis à l'Institut d'histoire de la Réformation de l'Université de Genève. Il soutient en 2009 une thèse de doctorat en théologie à l'université de Genève consacrée au théologien écossais John Dury, qu'il publie en 2011 sous l'intitulé Un christianisme « sans partialité » : irénisme et méthode chez John Dury, v. 1600-1680. 
Depuis 2012, il enseigne l'histoire moderne à la faculté libre de théologie protestante de Paris comme maître de conférences ; il en est le doyen de juillet 2017 à juin 2019. En 2022, il obtient son habilitation à l'Université de Berne et est nommé professeur à l'Institut protestant de théologie.
À partir de 2014, il est chargé d'un cours intitulé « Unité et rupture dans l'Occident chrétien (XVIe siècle-XVIIe siècles) » à l'Institut catholique de Paris donné conjointement avec Nicole Lemaître, Thierry Amalou et Neal Blough dans le cadre de l'Institut supérieur d'études œcuméniques dont il est assesseur protestant du directeur de 2015 à 2017.
Ancien président de l'Association suisse pour l'histoire du Refuge huguenot (2006-2012), il est également membre associé du comité de la Société de l'histoire du protestantisme français et, depuis 2012, coordinateur, avec Hugues Daussy et Valentine Zuber, du Groupe de recherche en histoire des protestantismes, fondé en 2000 par Marianne Carbonnier-Burkard, Bernard Roussel et André Encrevé. De 2013 à 2016, il est également coorganisateur du séminaire « Politique et religion : recherches atlantiques » avec Bernard Cottret et Bertrand Van Ruymbeke. 
De 2013 à 2023, il est directeur de la collection Histoire des éditions Labor et Fides.
Il est de 2015 à 2022 membre du comité de rédaction d’Évangile et Liberté et, de 2020 à 2022, président de l'association Evangile et liberté et directeur de la publication du mensuel, succédant au pasteur James Woody. 
Marqué par les travaux d'Élisabeth Labrousse, Gottfried Hammann, Olivier Fatio et Maria-Cristina Pitassi, il s'est spécialisé dans l'histoire de la théologie entre la Réforme et les Lumières et a publié des travaux sur Martin Luther, le protestantisme en Suisse, l'orthodoxie protestante, Jean-Jacques Rousseau et la compréhension protestante de l'islam.
Ses recherches portent actuellement sur les transferts culturels et l'utilisation des sources non-chrétiennes chez les exégètes protestants du Grand Siècle, notamment chez Samuel Bochart.
En 2021, son livre Luther et Mahomet fait partie des cinq finalistes du Prix Château de Versailles du livre d'histoire.

## Ouvrages
- De l'intolérance au compromis. La gestion d'une coexistence confessionnelle (Le Landeron, XVIe – XVIIIe siècles), Sierre, A la Carte, 2003.
- Un christianisme « sans partialité ». Irénisme et méthode chez John Dury (v.1600-1680), Paris, Honoré Champion, 2011.
- Jean-Jacques Rousseau, La Profession de foi du Vicaire Savoyard, édition critique, avec une introduction par P.-O. Léchot, "Ce que le Vicaire doit à Calvin", Genève, Labor et Fides, 2012.
- Le Catéchisme de Heidelberg. Au cœur de l'identité réformée, Genève, Labor et Fides, 2013.
- Louis Tronchin et Jean-Frédéric Ostervald, Correspondance (1683-1705), éd. par Olivier Fatio et P.-O. Léchot, Neuchâtel, Alphil, 2016.
- Martin Luther, Une anthologie (1517-1521), édition et Introduction par Frédéric Chavel et P.-O. Léchot, Genève, Labor et Fides, 2017.
- Une histoire de la Réforme protestante en Suisse (1520-1565), Neuchâtel, Alphil-Presses universitaires de Suisse (coll. "Focus"), 2017.
- La Réforme (1517-1564), Paris,  Presses universitaires de France (coll. "Que sais-je ?"), 2017 (2nde édition revue et corrigée: janvier 2021; 3e édition revue et corrigée: avril 2024).
- Luther et Mahomet. Le protestantisme d'Europe occidentale devant l'islam (XVIe – XVIIIe siècles), Paris, Editions du Cerf, 2021.
- Samuel Bochart et Isaac Vossius, Correspondance (1645-1661), Paris, Honoré Champion, 2025.

## Traduction
- Christoph Strohm (de), Les Églises allemandes sous le IIIe Reich, Genève, Labor et Fides, 2022.

## Direction d'ouvrages
- Spiritualités en débat, une perspective œcuménique, Actes du colloque de Bose (mai 1999), numéro double de la revue Positions luthériennes, 51/1-2, 2003 (en collaboration avec Gottfried Hammann).
- Cinq siècles d’histoire religieuse neuchâteloise. Approches d’une tradition protestante, Actes du colloque de Neuchâtel (22-24 avril 2004), Neuchâtel, Université de Neuchâtel ; Genève, Librairie Droz, 2009 (en collaboration avec Jean-Daniel Morerod, Loris Petris et Frédéric Noyer).
- Neuchâtel dans le concert des Lumières européennes. Acteurs locaux et cultures transnationales / -Neuchâtel im Konzert der europäischen Aufklärung. Lokale Akteure und transnationale Kulturen, numéro thématique de la revue XVIII.ch, 2012 (no 3) (en collaboration avec Virginie Pasche).
- L'identité huguenote. Faire mémoire et écrire l'histoire, Genève, Librairie Droz, 2014 (en collaboration avec Philip Benedict et Hugues Daussy).
- « Christianisme et nationalisme », Foi & Vie, 2014/1.
- Le Luther des Français, No thématique de la Revue d'histoire du protestantisme,  2017/1-2 (en collaboration avec Matthieu Arnold).
- Introduction à l'histoire de la théologie, Genève, Labor et Fides, 2018.
- Protestantisme et islam: regards croisés (XVIe-XXIe siecles), Turnhout, Brepols, 2025, à paraître (en collaboration avec M.-Ali Amir-Moezzi et Anna Van den Kerchove).

## Documents internet (vidéos, audios, télévision et radio)
- "La Profession de foi du vicaire savoyard de Rousseau : une confession de foi calviniste ?", Université de Genève (Mediaserver), 1 heure 33 minutes (avec les questions), 7 décembre 2012, en ligne.
- "Guillaume Farel, le "baroudeur" de Dieu", Musée international de la Réforme, Genève, 47 minutes, 6 mars 2013, en ligne.
- "La crise du ministère pastorale au XVIIIe siècle", colloque "Les pasteurs, acteurs avec les temps", Regardsprotestants, 8 minutes, 14 mars 2016, en ligne.
- "Luther", France Inter, "La marche de l'histoire", 26 minutes, 31 octobre 2016, en ligne.
- avec Jean-Robert Armogathe, "Luther et les catholiques", KTO, 49 minutes, 22 janvier 2017, en ligne.
- "La Réforme à l'origine de la modernité?", Rencontres Œcuméniques de Carême Arve-Lac (Canton de Genève), 1 heure 37 minutes (avec les questions), 7 mars 2017, en ligne.
- "Martin Luther et la Réforme", Canal-U, 56 minutes, 8 juin 2017, en ligne.
- "La prédestination au XVIe siècle", Fréquence protestante, 30 minutes, 11 juin 2017, en ligne.
- "La prédestination du XVIIe au XXe siècle", Fréquence protestante, 30 minutes, 18 juin 2017, en ligne.
- avec Olivier Millet, "Théodore de Bèze, Réformateur protestant", France culture, 29 minutes, 27 décembre 2019, en ligne.
- "Entre protestantisme et islam: un dialogue qui se réinvente", TV5 Monde, 5 minutes, 28 février 2021, en ligne.
- avec Ghaleb Bencheikh, "L'islam en Europe, une passion protestante!", France culture, 55 minutes, 14 mars 2021, en ligne.
- "Luther et Mahomet. Entretien avec Pierre-Olivier Léchot", Campus protestant, 13 minutes, 26 mars 2021, en ligne.
- "Un livre décrypte le cousinage ambivalent entre protestantisme et islam", RTS, 38 minutes, 3 mai 2021, en ligne.
- Intervention dans le documentaire "Les frères Le Nain étaient-ils protestants ?", France 2, 26 minutes, 17 mai 2021, en ligne.
- "Entretien autour de Luther et Mahomet", Le scribe accroupi, 20 minutes, 21 mai 2021, en ligne.
- "Entretien autour de Luther et Mahomet, France culture, 25 minutes, 6 juin 2021, en ligne.
- Intervention dans le documentaire Secrets d'histoire "Marguerite d'"Angoulême, la perle de François Ier", 10 mai 2022, bande annonce en ligne